# Solera de Gabaldón
Pour les articles homonymes, voir Gabaldon.
Solera de Gabaldón est une municipalité espagnole de la province de Cuenca, dans la région autonome de Castille-La Manche.